# أرت روبنسون
أرثر بروهارد روبنسون (بالإنجليزية: Arthur B. Robinson)‏ (من مواليد 24 مارس 1942): هو عالم كيمياء حيوية أمريكي، وناشط محافظ، وشخصية سياسية. كان مرشح الحزب الجمهوري خمس مرات لمجلس النواب للولايات المتحدة لدائرة الكونغرس الرابعة في ولاية أوريغون.
يدير روبنسون -عضو هيئة التدريس الأسبق في جامعة كاليفورنيا سان دييغو- مختبرًا خاص التمويل يُعرف باسم معهد أوريغون للعلوم والطب في كيف جنكشن، أوريغون، ويدير نشرة إخبارية تسمى الوصول إلى الطاقة، وينشر منهجية روبنسون في التعليم الذاتي المنزلي.
ترشح روبنسون -بصفته المرشح الجمهوري للدائرة الرابعة في أوريغون- وخسر المنصب أمام مرشح الحزب الديمقراطي بيتر ديفازيو في خمس دورات انتخابية متتالية: 2010، 2012، 2014، 2016، 2018. ترأس حزب أوريغون الجمهوري من أغسطس 2013 حتى فبراير 2015.

## النشأة وتعليمه
وُلد أرثر روبنسون في شيكاغو. وحصل على البكالوريوس في الكيمياء في معهد كاليفورنيا للتقنية (كالتيك) في عام 1963، والدكتوراه في الكيمياء الحيوية في جامعة كاليفورنيا، سان دييغو في عام 1968. كان عنوان أطروحته للدكتوراه تجارب على التوليف والتوصيف الطيفي للجزيئات المرتبطة بالسيتوكروم.

## حياته المهنية

### حياته المهنية المبكرة
كان روبنسون واحدًا من نخبة الطلاب الذين عُيّنوا في كلية جامعة كاليفورنيا، سان دييغو مباشرةً بعد أن حصل على شهادة الدكتوراه، ولكنه استقال بعد أربع سنوات.
تشارك مع لويس باولنغ وكين ديميك في تأسيس معهد طب قائم على المعالجة بالتصحيح الجزيئي، وقد سُمي معهد لويس باولنغ لاحقًا في عام 1973.

### معهد لويس باولنغ
كان روبنسون رئيسًا ومديرًا وأستاذ أبحاث في فترة المعهد.
طُلبت مشورة روبنسون في يونيو 1978 لصالح اللجنة التنفيذية لمعهد لويس باولنغ فيما يخص قرارات مهمة تنطوي على المعهد. شكّل روبنسون وباولنغ ونائب الرئيس التنفيذي ريتشارد هيكس أعضاء اللجنة التنفيذية. في نفس اليوم اليوم الذي طُلبت فيه المشورة من روبنسون، نبذ (روبنسون) هيكس عبر إنهاء خدمات اتفاقية توظيف هيكس في جمع التبرعات؛ مبررًا ذلك بالادّعاء أن هيكس فشل في جمع تبرعات كبيرة كالمتوقعة منه.
صرح باولنغ -مستاءً من تصرفات روبنسون المتسرعة ضد هيكس- بأنه لم تعُد لديه «ثقة بروبنسون»؛ وطلب منه أن يستقيل مباشرةً. طلب روبنسون ثلاثين يومًا لدراسة الاستقالة، ورفض ذلك في الختام. عقد باولنغ اجتماعًا مع مجلس الأمناء بشأن رفض روبنسون للاستقالة. منح المجلسُ روبنسون إذن غياب، ونُقلت كل السلطة التنفيذية لباولنغ، ثم انتُخب رئيسًا ومديرًا للمعهد لاحقًا.

## حياته السياسية

### المواقف السياسية
بالإضافة إلى إيمانه بأن الاحتباس الحراري خدعة، يرفض روبنسون الإجهاض، ويدعم حقوق حيازة السلاح، وخفض الضرائب، وزيادة أمن الحدود، وبناء محطات جديدة للطاقة. ويجادل لصالح موازنة الميزانية الفيدرالية، وعدم تمويل المخصصات، وإنهاء تأثير المصالح الشخصية في واشنطن. دعم أيضًا إلغاء نظام الاحتياطي الفيدرالي. يقف روبنسون ضد كفالات الإنقاذ المالية لبنوك وول ستريت. ويدعم أيضًا الدفاع الوطني القوي، لكن بسياسة خارجية أكثر تقييدًا. يعَد روبنسون أحد الموقعين على المعارضة العلمية للدارونية، وهي عريضة أطلقها معهد دسكفري للترويج لنظرية التصميم الذكي.

## حياته الشخصية
يعَد روبنسون مسيحيًا غير طائفي يعيش في كيف جنكشن، أوريغون. تزوج من لوريلي روبنسون حتى وفاتها في عام 1988. درس أبناؤه الستة بالمنزل. لدى روبنسون هواية تجميع أنابيب الأرغن وإعادة تصنيعها وضمها إلى ممتلكاته؛ لذا كان يشتري الأنابيب غير المرغوب بها من الكنائس.

## وصلات خارجية
- الموقع الرسمي